# Lijst van recreatieparken in België
Dit is een lijst van recreatieparken in België.
| Recreatiepark                     | Plaats         | Provincie       | Beheerder                 | Omschrijving |
| --------------------------------- | -------------- | --------------- | ------------------------- | --- |
| Athena Helios                     | Meerbeek       | Vlaams-Brabant  | Familie Lambrechts        | Naturistisch recreatiepark |
| Athena le Perron                  | Waimes         | Oostkantons     | Familie Lambrechts        | Naturistisch recreatiepark |
| Blaarmeersen                      | Gent           | Oost-Vlaanderen | Provincie Oost-Vlaanderen | Zwemvijver, watersport-en duikvijver, speeltuin, ligweiden.                                                                              |
| De Gavers                         | Geraardsbergen | Oost-Vlaanderen | Provincie Oost-Vlaanderen | Strand, sport- en recreatiecomplex, camping, trekkershutten, bungalows en een jeugdherberg.                                              |
| De Nekker                         | Mechelen       | Antwerpen       | Provincie Antwerpen       | Indoor en outdoor sportvelden, strand en vijver voor watersporten.                                                                       |
| De Ster                           | Sint-Niklaas   | Oost-Vlaanderen | Provincie Oost-Vlaanderen | Zwem- en roeivijver, speeltuin, kinderboerderij, kruidentuin en sportfaciliteiten.                                                       |
| De Warande (Wetteren)             | Wetteren       | Oost-Vlaanderen | Gemeente Wetteren         | Indoor en outdoor sportvelden, Binnen- en buitenzwembad, gratis parking, gratis speeltuinen, wandelpaden, vijver, terrassen...           |
| Domein Hofstade                   | Hofstade       | Vlaams-Brabant  | Bloso                     | Zwembad, sporthal, multifunctioneel sportveld, Sportimonium, museum                                                                      |
| Familiepark Harry Malter          | Heusden        | Oost-Vlaanderen | Familie Malter            | Overdekte speeltuin, dierenpark, jungleparcours                                                                                          |
| Keiheuvel                         | Balen          | Antwerpen       | Natuurpunt                | Sporthotel, camping, zwembad, speeltuin en kinderboerderij.                                                                              |
| Kluisbos                          | Kluisbergen    | Oost-Vlaanderen |                           | Verblijfcentrum, zwembaden, sportcomplex                                                                                                 |
| Lilse Bergen                      | Lille          | Antwerpen       |                           | |
| Netepark                          | Herentals      | Antwerpen       | Bloso                     | |
| Park Molenheide                   | Helchteren     | Limburg         |                           | Bungalowpark annex kampeerterrein, overdekte- en openluchtattracties, waaronder een tropisch zwembad.                                    |
| Provinciaal Domein het Zilvermeer | Mol            | Antwerpen       | Provincie Antwerpen       | Zwemvijver, watersport- en duikvijver, bivakplaats en campingfaciliteiten, vergader- en tentoonstellingslocaties en sportinfrastructuur. |
| Provinciaal Domein Huizingen      | Huizingen      | Vlaams-Brabant  | Provincie Vlaams-Brabant  | |
| Provinciaal Domein van Kessel-Lo  | Kessel-Lo      | Vlaams-Brabant  | Provincie Vlaams-Brabant  | |
| Puyenbroeck                       | Wachtebeke     | Oost-Vlaanderen | Provincie Oost-Vlaanderen | Speeltuin, ligweiden, bloemenpark, speelbos, verkeerspark en sportcomplex.                                                               |